# Božena Němcová

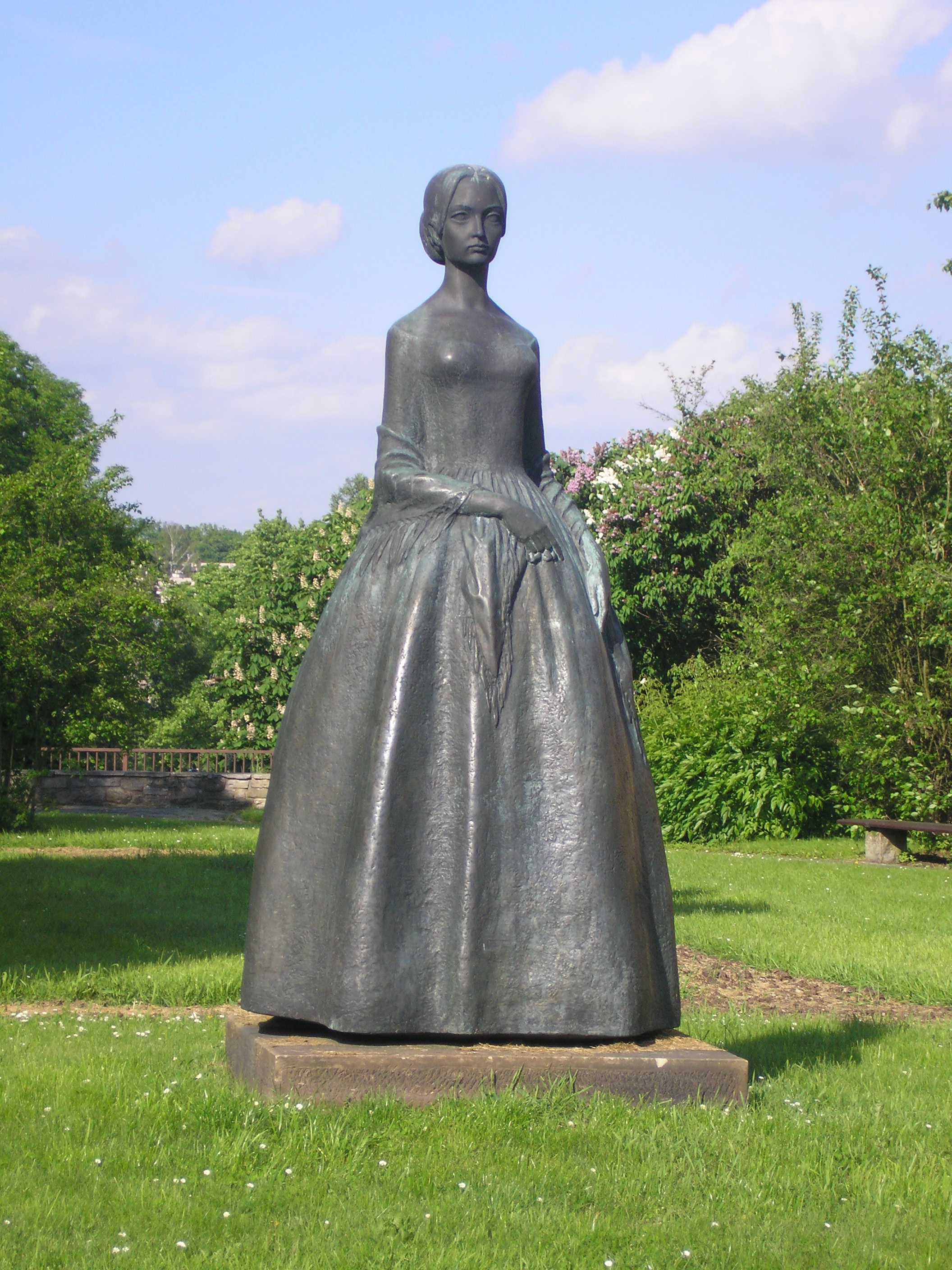
Pomnik B. Němcovej w Czeskiej Skalicy

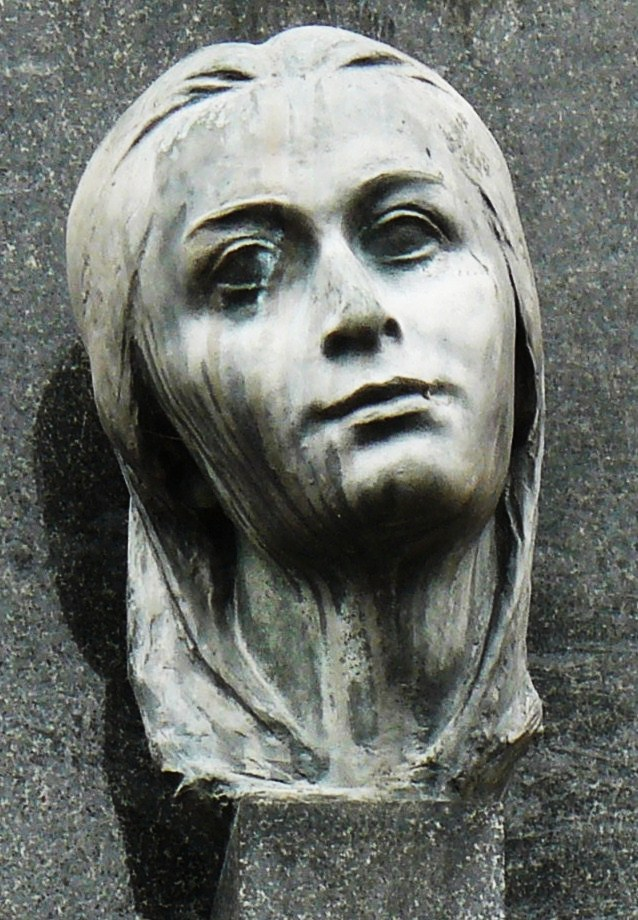
Tablica w Litomyšli (fragment)

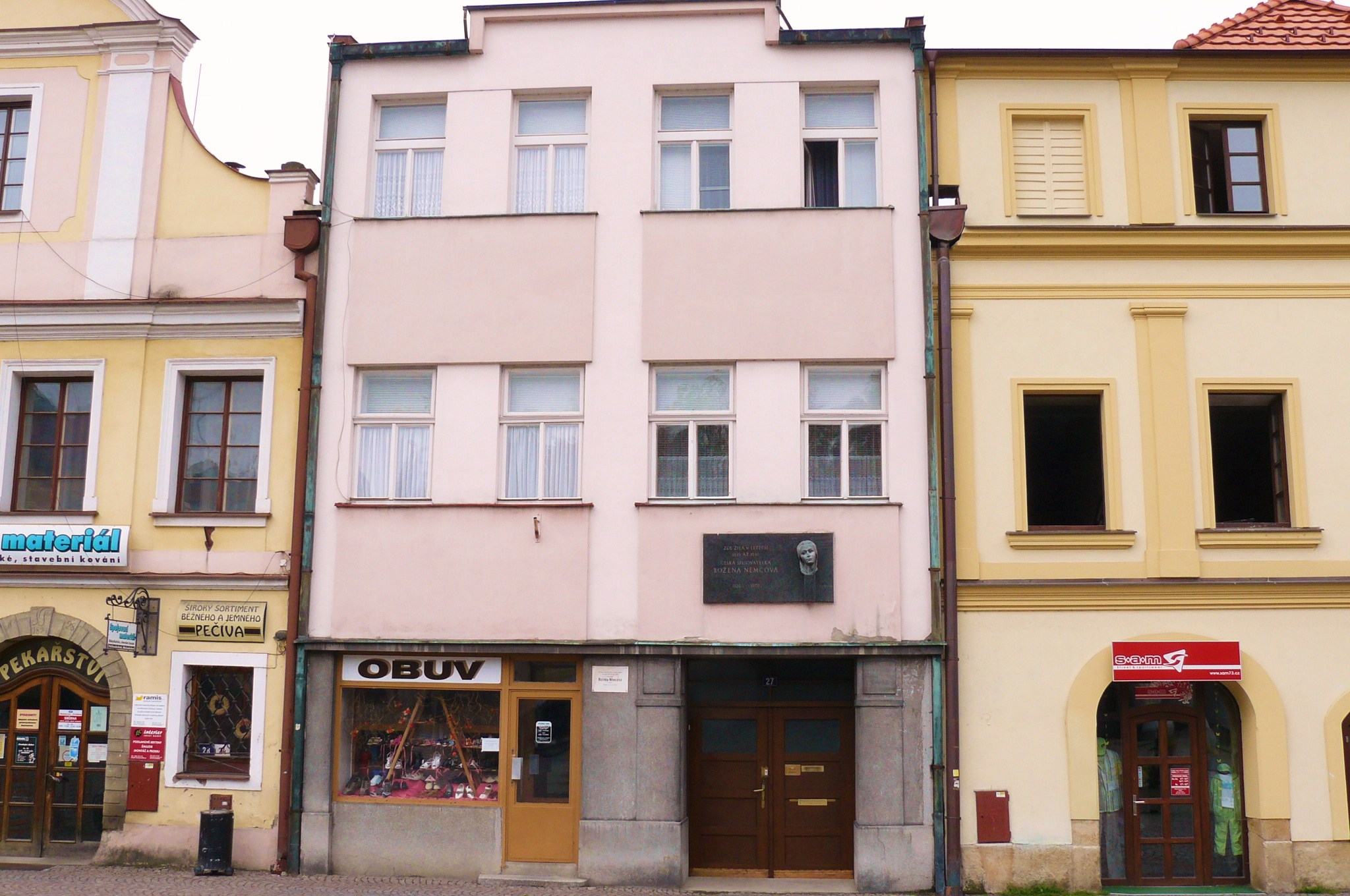
Litomyšl, Rynek – dom B. Němcovej

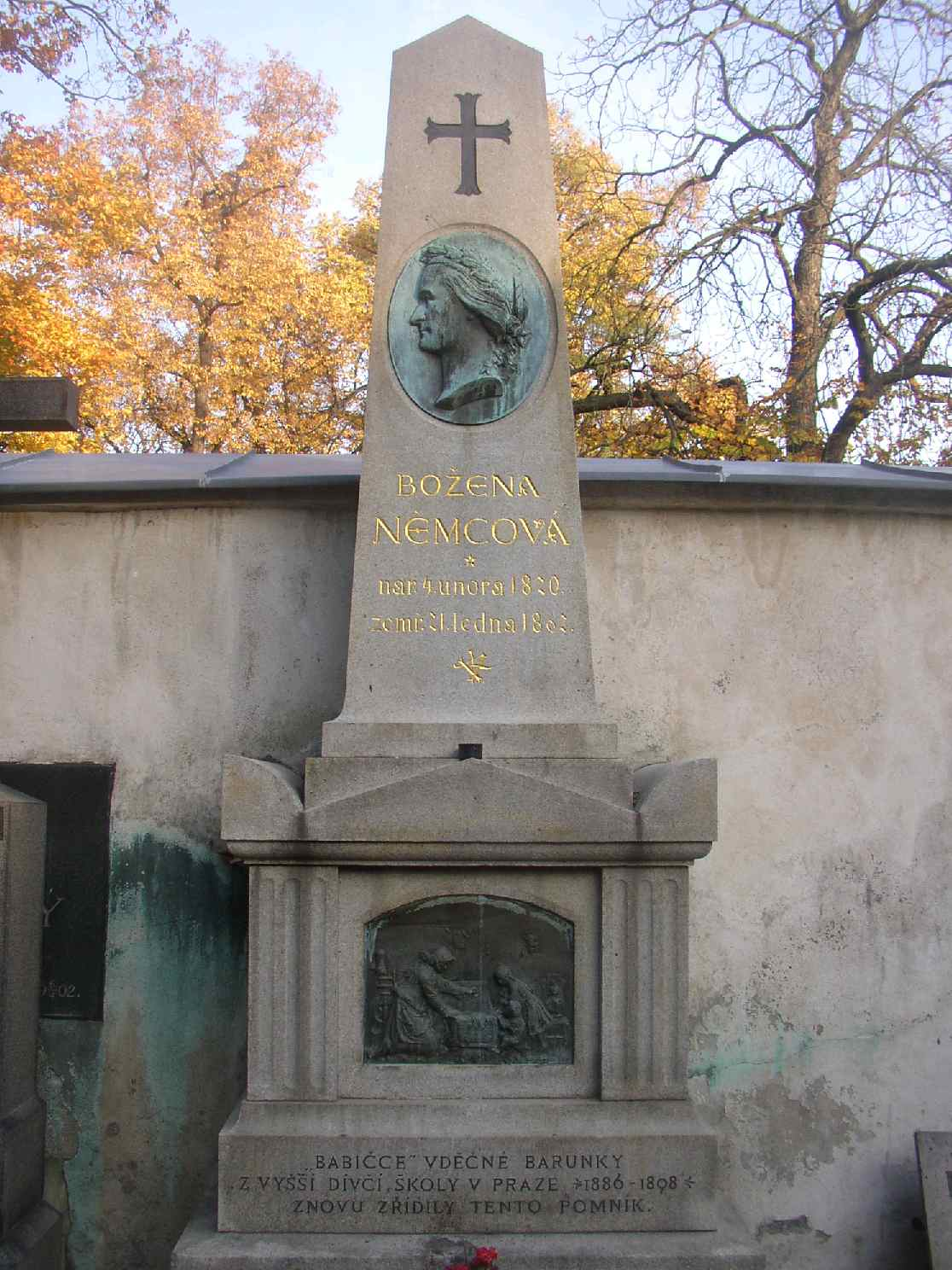
Nagrobek na cmentarzu w Pradze

Božena Němcová, z domu Barbora Novotná, później Barbora Panklová (ur. 4 lutego 1820 w Wiedniu, zm. 21 stycznia 1862 w Pradze) – czeska pisarka, uznawana za prekursorkę nowej czeskiej prozy.

## Życiorys
Božena Němcová urodziła się 4 lutego 1820 w Wiedniu jako Barbora Novotná. Za jej ojca uważa się Austriaka Johanna Pankla, a matkę Czeszkę Terezę Novotną. Latem 1820 roku rodzice Němcovej wzięli ślub; od tego momentu nazywała się Barbora Panklová. W 1821 roku Panklovie przenieśli się do Ratibořic, gdzie pracowali na dworze Katarzyny Wilhelminy Żagańskiej i hrabiego Schulenburga. Z rodzicami Boženy mieszkała babka – Magdaléna Novotná (1825), która miała ogromny wpływ na przyszłą pisarkę. Od 1826 roku Barbora uczęszczała do szkoły w Chwałkowicach, a od 1830 roku do szkoły w Czeskiej Skalicy.
W 1837 roku jej rodzice znaleźli jej narzeczonego Josefa Němca (1805–1879), z którym wzięła ślub jeszcze tego samego roku. Josef Němec pracował jako celnik. Nie lubił swojej pracy i często był przenoszony, a wraz z nim miejsce zamieszkania zmieniała jego rodzina. Małżeństwo Josefa i Boženy nie należało do najszczęśliwszych.
Rok 1840 Němcová spędziła na leczeniu się u doktora Čejki, z którym się zaprzyjaźniła i który poznał ją z ówczesnymi patriotycznymi pisarzami. Rok później (1841) przeniosła się do Pragi. Pod wpływem Václava Nebeskiego i Karla Jaromíra Erbena zaczęła pisać po czesku. W roku 1843 przeprowadziła się wraz z mężem do Domažlic, w których działała jako pierwszy „budziciel narodu”. W 1847 roku znowu opuściła Domažlice. Rok później jej mąż Josef Němec został oskarżony o spisek i przez dwa następne lata małżeństwo Němców przenosiło się z miejsca na miejsce. Dopiero w 1850 roku Josef Němec został przeniesiony na Węgry. Božena Němcová wraz z czwórką swoich dzieci przeniosła się jednak do Pragi, gdzie natychmiast nawiązała kontakty z czynnymi literatami wyrażającymi narodowo-patriotyczne idee. W 1852 roku wyruszyła do męża, po drodze zwiedzając Słowację. W następnych latach odbyła jeszcze kilka podróży na Węgry. W 1853 roku Josef Němec został odwołany ze swojej funkcji. Najpierw obniżono mu płacę o połowę, a później całkowicie ją zabrano. Josef Němec został bez pracy, a Božena Němcová zaczęła szukać pomocy u znajomych z Pragi, jednak często bezskutecznie. W tym samym czasie napisała Babunię. Zaprzyjaźniła się z wydawcą Morawskich Nowin (Moravských novin) Františkem Kácelem, który zaczął wydawać jej dzieła. Wkrótce poznała również Karolinę Světlą i Sofię Podlipską.
W 1853 r. zmarł jej syn Hynek. Po jego śmierci nasiliły się nieporozumienia z mężem. Josef Němec wniósł pozew rozwodowy, który jednak potem wycofał.
W tym okresie Němcová zbliżyła się do majowców. Jednocześnie wycofała się z życia publicznego. Pojawiła się jedynie na pogrzebie Karla Havlíčka Borovskiego w 1856 r. i złożyła na jego trumnie koronę cierniową.
Jesienią 1861 r. Němcová opuściła męża i przeniosła się do Litomyśli. Próbowała utrzymywać się z pracy dla wydawcy Augusta. Choroba i trudna sytuacja finansowa zmusiły ją do powrotu do męża do Pragi. Niedługo później zmarła. Została pochowana na Cmentarzu Wyszehradzkim w Pradze. Jej mąż spoczął w Táborze.
W literaturze istniało przypuszczenie, że Božena Němcová była nieślubną córką księżnej Katarzyny Żagańskiej lub jej siostry Doroty. Na korzyść tej hipotezy świadczy nie tylko podobieństwo do księżnej, ale również bliskie związki Němcovej z Katarzyną Żagańską i przypuszczenie, że prawdopodobnie była starsza, niż oficjalnie podawała (jako rok urodzenia podaje się 1816 lub 1817). Obecnie nie ulega jednak wątpliwości, że nie była ona rodzoną córką małżeństwa Panklów, ale nie była też córką księżnej Katarzyny Wilhelminy Żagańskiej. Podobieństwo do pani Żagania każe szukać jej pochodzenia w bezpośrednim otoczeniu księżnej.
Wizerunek Němcovej zamieszczono na czeskim banknocie o nominale 500 koron.

## Twórczość

### Poezja
Pierwszymi dziełami Němcovej były wiersze, niektóre pisane po niemiecku.
- Slavné ráno
- Ženám českým
- Moje vlast

### Opowiadania
- Baruška
- Cesta z pouti
- Čtyry doby, wydawano także pod tytułem Čtyři doby
- Devět křížů
- Divá Bára
- Dlouhá noc
- Dobrý člověk
- Domácí nemoc
- Dopisy z lázní Františkových
- Hospodyně na slovíčko
- Chudí lidé
- Chyže pod horami
- Karla
- Listy přítele přítelkyni
- Baśnie czeskich dzieci (Národní báchorky a pověsti); wydanie polskie 1990
- Obrázek vesnický
- O dvanácti měsíčkách
- Pan učitel
- Pomněnka šlechetné duše
- Rozárka
- Selská politika
- Sestry
- Silný Ctibor
- Slovenské pohádky a pověsti

### Powieści
- Babunia (Babička), 1855
- Podhorská vesnice
- V zámku a podzámčí